# Jordan Rodrigues

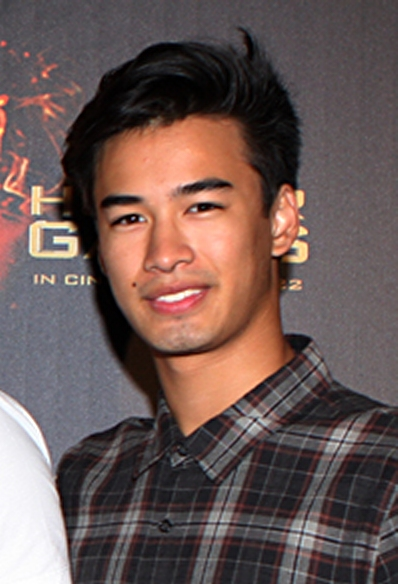
Jordan Rodrigues bei der Filmpremiere von Die Tribute von Panem – The Hunger Games im März 2012

Jordan Rodrigues (* 20. Juli 1992 in Sydney, New South Wales) ist ein australischer Schauspieler, der hauptsächlich durch seine Rollen als Jai Fernandez in Home and Away und als Christian Reed in Dance Academy – Tanz deinen Traum! bekannt ist.

## Leben
Seine ersten Schauspielerfahrungen sammelte er mit der Rolle als junger Simba in der australischen Tour von Der König der Löwen im Capitol Theater im Oktober 2003. Trotz fehlender Vorkenntnisse bekam er eine der Hauptrollen. Eineinhalb Jahre lang trat er wöchentlich drei Mal auf.
Im Januar 2008 beschloss Rodrigues eine professionelle Schauspielerausbildung zu machen. Nach einigen Werbeauftritten sprach er für die Rolle des Jai Fernandez in Home and Away vor. Sein Debüt machte er im März 2008. 2009 wurde er bei „TV Week Silver Logie“ als Most Popular New Talent nominiert, nachdem er seine Rolle bei Home and Away beendet hatte. Mitte 2009 bekam er die Hauptrolle des Christian Reed in der Jugendserie Dance Academy – Tanz deinen Traum!, die er bis zum Serienende 2013 spielte. Im Anschluss übernahm er 2013 eine größere Rolle in der NBC-Sommerserie Camp.
Seit März 2016 ist er in der dritten Staffel der Dramedy-Serie Faking It als Dylan zu sehen.

## Filmografie
- 2008–2009: Home and Away (Seifenoper)
- 2010–2013: Dance Academy – Tanz deinen Traum! (Dance Academy, Fernsehserie, 65 Episoden)
- 2013: Camp (Fernsehserie, 10 Episoden)
- 2014–2018: The Fosters (Fernsehserie, 41 Episoden)
- 2015: Breaking Through
- 2015: Hawaii Five-0 (Fernsehserie, Episode 5x23)
- 2016: Faking It (Fernsehserie, 3 Episoden)
- 2017: Dance Academy – Das Comeback (Dance Academy: The Movie)
- 2017: Lady Bird
- 2017: Girls United – Der große Showdown (Bring It On: Worldwide #Cheersmack)
- 2018–2019: Leicht wie eine Feder (Light as a Feather, Fernsehserie)
- 2019: L.A.’s Finest (Fernsehserie)
- 2022: Das Vermächtnis von Montezuma (National Treasure: Edge of History, Fernsehserie)
- 2024: We’re All Gonna Die

## Theater
- 2003: Der König der Löwen